# Sporokarp

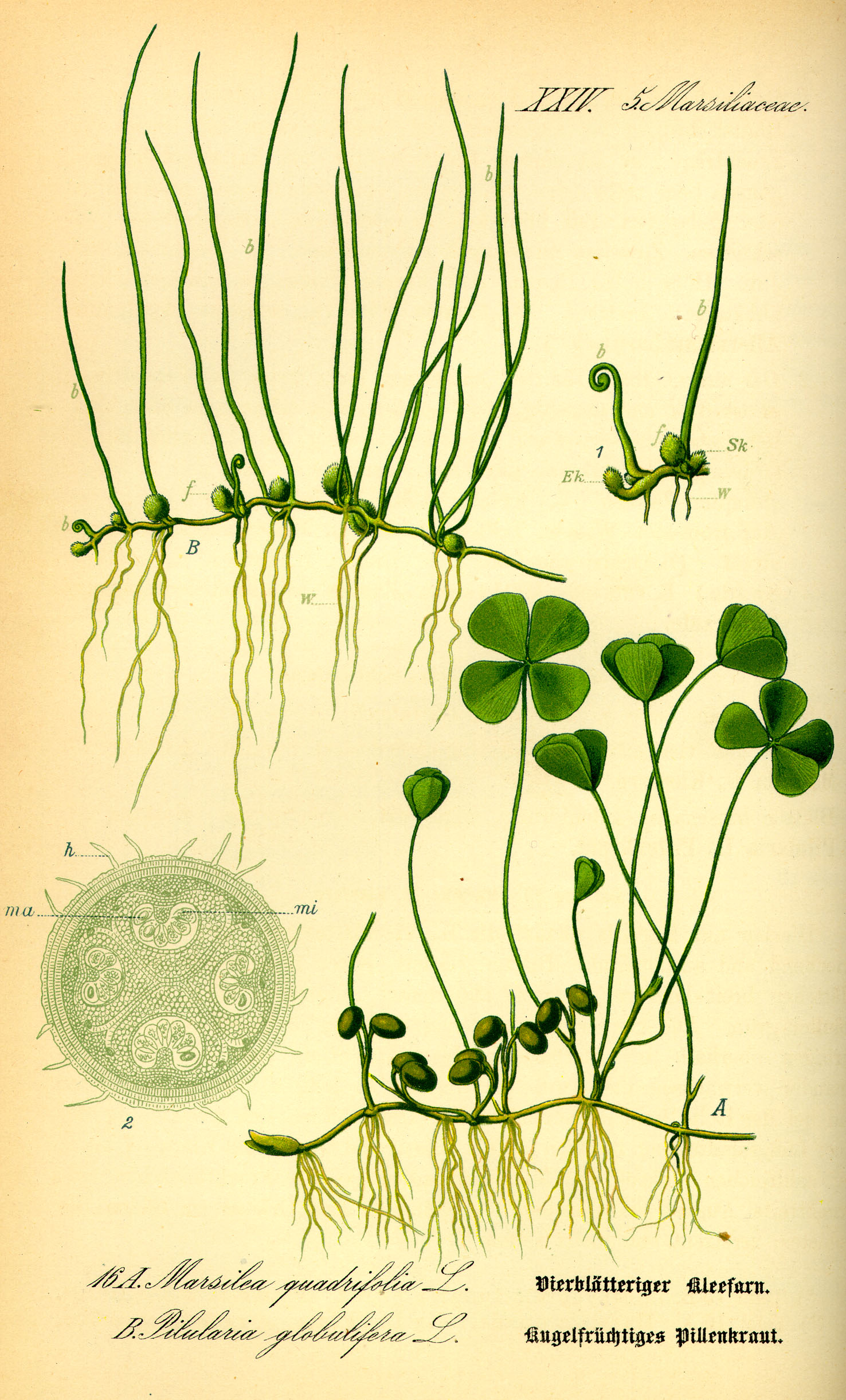
Sporokarpia Marsilia quadrifolia - w dolnej części

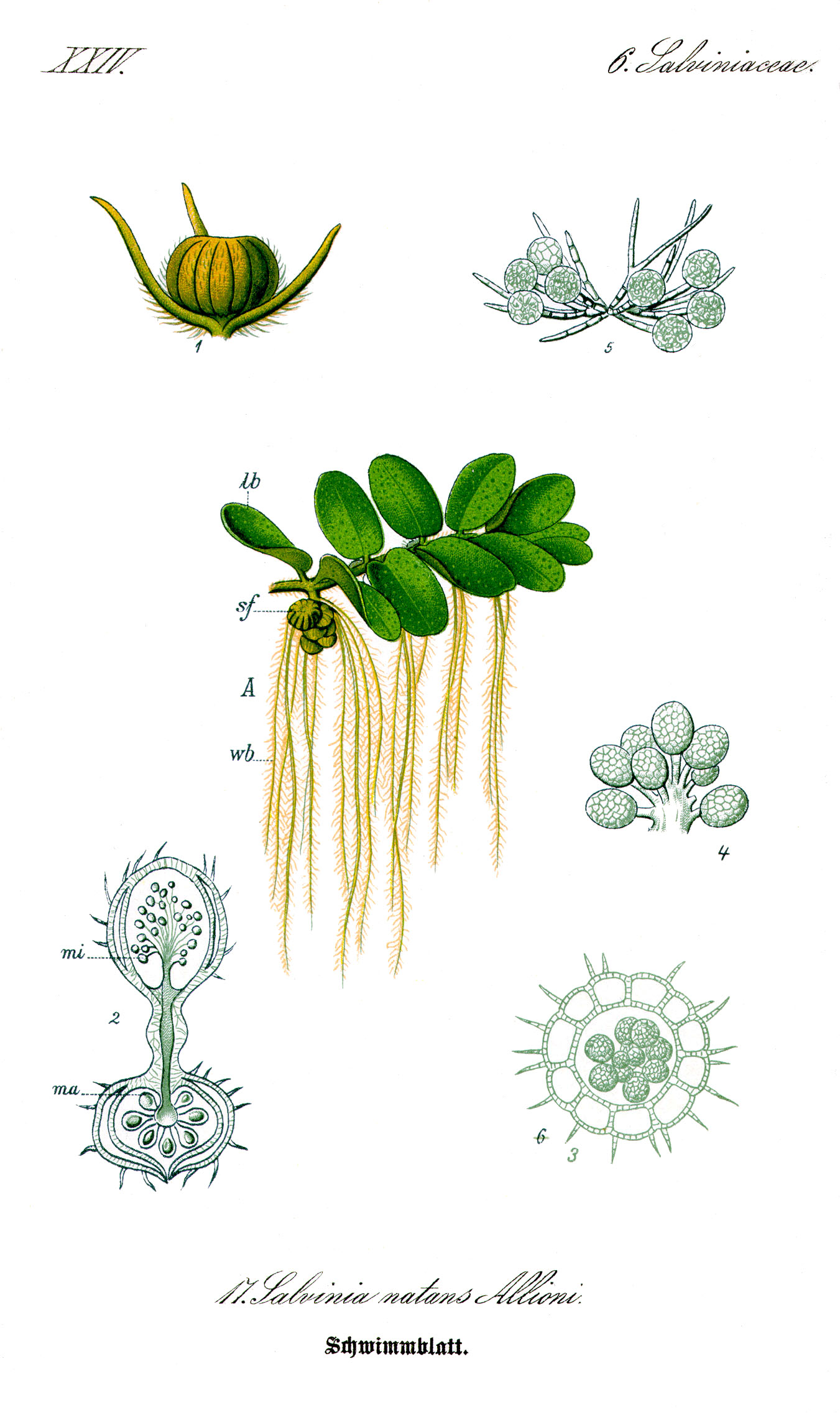
Sporokarpia Salvinia natans

Sporokarp, sporokarpium – wyspecjalizowana struktura występująca u niektórych paproci, związana z wytwarzaniem i uwalnianiem zarodników. Sporokarpia są wytwarzane przez trzy rodziny wodnych paproci różnozarodnikowych z rzędu Salviniales. 
W przypadku rodziny Azollaceae i Salviniaceae sporokarp jest rodzajem zmodyfikowanej zarodni. Bardziej złożoną formę struktura ta przybiera u przedstawicieli Marsileaceae.

## SporokarpAzollaceaeiSalviniacaena przykładzieSalvinia natans
Salwinia pływająca - Salvinia natans - jest paprocią występującą w wodach stojących. Tworzy ona dość krótkie pędy, pływające po powierzchni wody. W ich węzłach wyrastają po trzy liście - dwa eliptyczne, pływające po powierzchni i jeden liść podwodny, podzielony na szereg nitkowatych odcinków, zwisających w wodzie. Na odcinkach tego liścia tworzy się kilka kulistych tworów - sporokarpiów, zawierających w swym wnętrzu po kupce zarodni. Ściana sporokarpium zbudowana jest z dwóch warstw komórek rozdzielonych komorami powietrznymi i odpowiada zawijce (indusium). Zewnętrznie sporokarpia są do siebie podobne, jednakże część z nich zawiera liczne mikrosporangia i noszą nazwę mikrosporokarpiów. Pozostałe sporokarpia, tzw. makrosporokarpia zawierają nieliczne makrosporangia. Zarodnie osadzone są na trzoneczkach i mają ściany zbudowane z jednej warstwy komórek, do której od strony wewnętrznej przylega warstwa wyściełająca (Tapetum). W każdym mikrosporangium powstaje 64 zarodniki (mikrospory), zaś w makrosporangium - 32 zarodniki, z którym dojrzewa jedna - makrospora. Z cytoplazmy powstającej z rozpuszczonej warstwy wyściełającej tworzy się piankowata substancja, zwana perysporem, która okrywa poszczególne zarodniki. Dojrzałe sporokarpia opadają na dno zbiornika wodnego i tu, po zgniciu ścian uwolnione zostają zarodnie, które wypływają na powierzchnię.

## SporokarpMarsileaceaena przykładzieMarsilia quadrifolia
Marsylia czterolistna - Marsilia quadrifolia - jest przedstawicielem paproci wodnych. Tworzy ona płożące się pędy z liśćmi o długich, wiotkich ogonkach i czterodzielnej blaszce. Sporokarpia tworzą się na dolnej części ogonków liściowych i mają postać fasolowatą. Ściany ich zbudowane są ze zmodyfikowanych blaszek liściowych. Wewnątrz sporokarpium znajduje się pierścieniowata osadka, na której pierzasto osadzone są kupki zarodni okryte zawijkami i zawierające obok siebie mikro- i makrosporangia. Osadka pod wpływem wody pęcznienie, powodując pękanie sporokarpium na dwie klapy. Następnie wydłuża się i wysuwa z kupkami zarodni na zewnątrz.

## Sporokarp u grzybów
U grzybów sporokarp tworzy owocnik, zazwyczaj podziemny, złożony ze ściśle przylegających do siebie zygospor, chlamydospor lub sporangiów wraz z poprzeplatanymi strzępkami grzybni (tę część nazywa się „glebą”) i z płaszcza grzybniowego (tę część nazywa się „perydium”). Sporokarpy występują np. u niektórych gatunków z rzędów Glomerales i Endogonales.